# تلمبه شهید احمد دوران
تلمبه شهید احمد دوران یک منطقهٔ مسکونی در ایران است که در دهستان ایج واقع شده‌است.